# 孝昌洞
孝昌洞（：／ Hyochang dong */?）是位於韓國首爾龙山区的一个行政洞，位于龙山区西部。

## 概况
孝昌洞的名称来源于李氏朝鲜时期的文孝世子的墓地孝昌园，经过多年发展，该区域成为首尔的繁华区域之一。

## 下辖法定洞
- 孝昌洞

## 建筑
- 金九博物馆
- 孝昌運動場
- 首爾自動車高等學校[2]
- 錦陽初等學校[3]

## 景点
- 孝昌公園

## 交通
●首尔地铁6号线·●首都圈電鐵京義·中央線：孝昌公園站